# Aspilota minutissima
Aspilota minutissima är en stekelart som först beskrevs av Zetterstedt 1838.  Aspilota minutissima ingår i släktet Aspilota och familjen bracksteklar. Inga underarter finns listade.